# Abaddon (musiker)
 For alternative betydninger, se Abaddon. (Se også artikler, som begynder med Abaddon)
Anthony Bray, bedre kendt under dæknavnet Abaddon, er en britisk musiker som er bedst kendt som tidligere trommeslager for black/speed/thrash metal-bandet Venom, som han spillede med fra begyndelsen i 1979 og frem til 1992 og igen da bandets blev gendannet med den "klassiske line-up" i 1995 og frem til 1997.
Hans nyeste projekt er bandet Beneath.

## Diskografi

### MedVenom
- 1981: Welcome to Hell
- 1982: Black Metal
- 1983: At War with Satan
- 1984: Canadian Assault (ep)
- 1985: American Assault (ep)
- 1985: French Assault (ep)
- 1985: Japanese Assault (ep)
- 1985: Hell at Hammersmith (ep)
- 1985: Nightmare (ep)
- 1985: Here Lies Venom (bokssæt)
- 1985: Possessed
- 1985: From Hell to the Unknown... (opsamling)
- 1986: The Singles 80-86 (opsamling)
- 1986: Scandinavian Assault (ep)
- 1986: Official Bootleg (livealbum)
- 1986: Eine kleine Nachtmusik (livealbum)
- 1987: German Assault (ep)
- 1987: Calm Before the Storm
- 1988: Fire (ep)
- 1989: Prime Evil
- 1990: Tear Your Soul Apart (ep)
- 1990: Live '90 (livevhs)
- 1991: Acid Queen (opsamling)
- 1991: Temples of Ice
- 1992: The Book of Armageddon (opsamling)
- 1992: The Waste Lands
- 1993: In Memorium (opsamling)
- 1993: Leave Me in Hell (opsamling)
- 1993: Skeletons in the Closet (opsamling)
- 1996: Black Reign (opsamling)
- 1996: Venom '96 (ep)
- 1997: Cast in Stone
- 1997: The Second Coming (livealbum)
- 1998: New, Live, and Rare (opsamling)
- 1999: From Heaven to the Unknown (opsamling)
- 1999: Old New Borrowed & Blue (opsamling)
- 1999: Buried Alive (opsamling)
- 2000: The Collection (opsamling)
- 2000: Court of Death (opsamling)
- 2000: Resurrection
- 2001: Formation of the Wicked (opsamling)
- 2001: The Venom Archive (opsamling)
- 2001: Greatest Hits & More (opsamling)
- 2001: A Triple Dose of Venom (bokssæt)
- 2002: Darkest Hour (opsamling)
- 2002: Kissing the Beast (opsamling)
- 2002: Welcome to Hell (opsamling)
- 2002: Bitten (livealbum)
- 2002: Lay Down Your Soul! (opsamling)
- 2003: Best Of - Witching Hour (opsamling)
- 2003: In League With Satan (opsamling)
- 2003: The Seven Gates Of Hell - Singles 1980-1985 (opsamling)
- 2004: Live in London 85 (livedvd)
- 2005: MMV (bokssæt)